# فلورنسیا کئینیونز
فلورنسیا کئینیونز (انگلیسی: Florencia Quiñones؛ زادهٔ ۲۶ اوت ۱۹۸۶) بازیکن فوتبال اهل آرژانتین است.
از باشگاه‌هایی که در آن بازی کرده‌است می‌توان به بارسلونا و سن لورنسو اشاره کرد.
وی همچنین در تیم ملی فوتبال زنان آرژانتین بازی کرده‌است.